# День Реформації
День Реформації  — свято, що відзначається протестантськими церквами (зокрема лютеранами і реформатами) 31 жовтня — в пам'ять про 31 жовтня 1517, коли Мартін Лютер розіслав свої знамениті 95 тез місцевим єпископам, щоб вони виступили проти індульгенцій і (за словами Філіпа Меланхтона) прибив їх до дверей церкви у Віттенберзі — подія, що вважається офіційним (формальним) початком Реформації в Європі.
Вже в XVI столітті День реформації частково відзначався. Спочатку використовували дати 10 листопада або 18 лютого (дні народження і смерті Лютера); до того ж святом був день Аугсбургського сповідання (25 червня). Курфюрст Саксонії Йоганн-Георг II в 1667 році оголосив святом 31 жовтня. Ця дата домоглася визнання в більшості євангелічних країн.
У лютеранської церкви День Реформації відзначається щорічно. Літургійний колір — червоний, що символізує кров мучеників святий Християнської віри.
Це свято є державним в німецьких землях Бранденбург, Мекленбург — Передня Померанія, Саксонія, Саксонія-Ангальт і Тюрингія (див. Свята Німеччини), а також у Словенії та в Чилі. У 1949–1967 роках було державним святом НДР.
З нагоди 500-річчя Дня реформації, в Україні 2017-й рік оголошено роком реформації - це затверджено відповідним указом президента України 26 серпня 2016 року . 